# Conselleria d'Habitatge i Arquitectura Bioclimàtica de la Generalitat Valenciana
La Conselleria d'Habitatge i Arquitectura Bioclimàtica del Consell de la Generalitat Valenciana fou un departament o conselleria amb les competències en matèria d'habitatge, de regeneració urbana i sostenibilitat energètica habitacional que va estar activa en la X Legislatura del País Valencià amb el govern de coalició presidit per Ximo Puig.
Es tracta d'una conselleria creada al 2019 en el marc del segón Acord del Botànic entre el PSPV, Compromís i Unides Podem en el qual este darrer assumiria una vicepresidència segona del Consell vinculada a esta mateixa conselleria de nova creació, sota la direcció política del líder d'Unides Podem Rubén Martínez Dalmau.
Les competències en matèria d'habitatge i regeneració urbana foren gestionades en l'anterior legislatura per la conselleria d'Habitatge, Obres Públiques i Vertebració del Territori. Amb el canvi de color polític després de les eleccions de 2023, aquestes s'integraren en la conselleria de Serveis Socials, Igualtat i Habitatge, també amb rang de vicepresidència segona.

## Estructura orgànica
El conseller Dalmau compta al seu departaments del següent organigrama
- Secretaria Autonòmica d'Habitatge i Funció Social: César Jiménez Doménech[2]
  - Direcció General d'Habitatge i Regeneració Urbana: Elena Azcárraga Monzonís[3]
  - Direcció General d'Emergència Habitacional, Funció Social de l'Habitatge i Observatori de l'Habitatge i Segregació Urbana:
    - Lorena Sanz Aleixandre (des de 31 de juliol de 2019 a 19 de desembre de 2019)[4][5]
    - David Vergara Rodríguez (des de 20 de desembre de 2019 a 7 de setembre de 2020)[6][7]
    - Purificació Peris García (des de 8 de setembre de 2020)[8]
- Secretaria Autonòmica d'Arquitectura Bioclimàtica i Sostenibilitat Energètica: Laura Soto Francés[9]
  - Direcció General de Qualitat, Rehabilitació i Eficiència Energètica:
    - Jaume Monfort i Signes (des del 17 de juliol de 2019 fins al 3 d'agost de 2020)[10][11]
    - Alberto Rubio Garrido (des del 4 d'agost de 2020)[12]

  - Direcció General d'Innovació Ecològica en la Construcció: Núria Matarredona Desantes[13]
- Direcció General de Coordinació Institucional de la Vicepresidència segona: 
  - Àngela Ballester Muñoz (des del 17 de juliol de 2019 fins al 5 de maig de 2020)[14][15]
  - Adoración Guaman Hernández (des del 5 de maig de 2020)[16]
- Sotssecretaria: Blanca Jiménez Garrido[17]

## Llista de consellers
| # | Legislatura | Nom | Nom                      | Inici mandat           | Fi mandat              | Partit polític | Partit polític |
| - | ----------- | --- | ------------------------ | ---------------------- | ---------------------- | -------------- | -------------- |
| 1 | X           |     | Rubén Martínez Dalmau    | 17 de juny de 2019     | 10 de setembre de 2021 |                | Unides Podem   |
| 2 | X           |     | Héctor Illueca Ballester | 10 de setembre de 2021 | 18 de juliol de 2023   |                | Unides Podem   |